# Boniface VIII
Pour les articles homonymes, voir Boniface.
Boniface VIII, né entre 1217 et 1230 et mort le 11 octobre 1303, de son nom Benedetto Caetani, est à partir du 24 décembre 1294 pape de l’Église catholique romaine. Il est le 193e pape de l'Église Catholique Romaine
Il est célèbre pour avoir porté à son sommet l'absolutisme théocratique de la papauté. Sa bulle Unam Sanctam, fulminée le 18 novembre 1302, manifeste de la primauté du pouvoir spirituel sur le temporel, spécifiait que « Les deux glaives sont donc au pouvoir de l’Église, le spirituel et le matériel [temporel], mais l’un doit être manié par l’Église, l’autre pour l’Église ; l’un par la main du prêtre, l’autre par celle des rois et des chevaliers », et concluait que « toute créature humaine, par nécessité de salut, doit être soumise au pontife romain ». Cette intransigeance contribue en partie à la querelle qui l'oppose au roi de France Philippe IV le Bel, au terme de laquelle il est victime de l'« attentat d'Anagni » (7-8 septembre 1303).

## Biographie

### Carrière auprès du Saint-Siège
D'abord avocat et notaire du pape Innocent IV à Rome, Benedetto Caetani obtint le chapeau de cardinal en 1281 par Martin IV.
Il fut dépêché par le pape Nicolas IV en tant que légat à Paris aux côtés de Gérard de Parme, pour tenter de résoudre les suites de la Croisade d'Aragon. Il assiste à l'occasion au concile de Sainte-Geneviève, portant sur le statut du clergé de France, assez favorable au roi. Mais cette légation concorde surtout avec l'abandon des prétentions de Charles de Valois sur l'Aragon, après son mariage avec Marguerite d'Anjou. Les légats pontificaux se montrent très fermes et obtiennent d'Alphonse la soumission de la question des Baléares à un arbitrage pontifical en avril 1291. Seul moyen de pouvoir poursuivre des négociations avec la France.
Au retour de sa légation, le cardinal Gaetani aide le pape Nicolas IV et participe à la répression contre Jean Colonna.

### Pontificat de Célestin V
Alors que le conclave, divisé entre factions, tarde à choisir un nouveau pape après la mort de Nicolas IV, Pierre de Moronne une moine-ermite des Apennins, écrit à la Curie pour se lamenter d'une telle situation. C'est finalement lui-même qui est élu le 5 juillet 1294, il prend le nom de Célestin V. Seulement le nouveau pape, peu au fait des intrigues de la Curie, se retrouve rapidement manipulé par Charles II de Naples. Il nomme notamment, sans consulter le Sacré Collège, douze nouveaux cardinaux, dont cinq sont français, et donc favorables au roi de Naples.
Benedetto Caetani prend alors de plus en plus d'influence au Sacré Collège, incarnant la résistance ecclésiastique face aux empiétements de Charles II. Ce dernier tente donc de s'attacher les faveurs du cardinal Caetani alors qu'il commence à sentir les limites de son influence sur le pape.

### Élection et mise en place d'une théocratie
Caetani est élu pape le 24 décembre 1294, après l'abdication du pape Célestin V. Bien que son élection soit régulière, on l'accusa d'avoir poussé son prédécesseur (qu'il fit emprisonner pour éviter le risque de schisme) à se retirer. Une fois au pouvoir, il mit l'interdit sur le royaume du Danemark.
De même que Grégoire VII, ce pontife voulait élever la puissance spirituelle au-dessus de la puissance temporelle, et prétendait disposer des trônes ; il eut de vifs démêlés avec les Colonna, qui soutenaient les droits de la couronne d'Aragon, avec l'empereur d'Allemagne, et surtout avec Philippe le Bel, en France. Il incita les princes allemands à se révolter contre Albert Ier.
Il déclara les Fraticelles hérétiques en 1296.
En 1298, il fit promulguer le recueil de décrétales appelé Sexte.
Quelques mois avant l’an 1300, une rumeur parcourt la chrétienté : « Tout chrétien qui visiterait le corps des apôtres Pierre et Paul pendant cette année centenaire sera délivré tant de ses fautes que de sa peine. », au grand étonnement du pape qui n’a rien annoncé. On lui amène même des témoins qui racontent que leur père ou leur grand-père était venu lors d’un jubilé en 1200 dont les archives du Vatican ne retrouvent aucune trace. Mais devant l’affluence des pèlerins – on parle de 200 000 personnes, ce qui serait considérable pour l’époque – et conscient du poids politique d’une telle démarche au moment où les monarques occidentaux cherchent à s’émanciper de la papauté, il se soumet à la volonté populaire. Dans une bulle solennellement déposée sur l’autel de Saint-Pierre de Rome, il accorde « l'indulgence » – c’est-à-dire la rémission des peines temporelles dues au péché – à tous les fidèles venus prier dans les basiliques Saint-Pierre et Saint-Paul-hors-les-Murs. Il créa ainsi le premier jubilé, ou année sainte, dont le succès fut considérable.
Il reçut la même année la délégation envoyée par le khan mongol Mahmud Ghazan et conduite par le Florentin Guiscardo de' Bastari. Les fastes furent tels que Dante situa le début de son poème au cours de la semaine sainte et n'hésita pas, dans la Divine Comédie, à placer Boniface VIII dans la troisième bolge du huitième cercle, la fosse des simoniaques.

### La question sicilienne
Depuis 1282, l'île de Sicile est occupée par le roi d'Aragon, au détriment du roi de Naples, investi par la papauté, c'est la guerre des Vêpres. Il s'agit du conflit majeur qui polarise la Méditerranée à la fin du XIIIe siècle. Le Saint-Siège y est pleinement impliqué, d'une part parce que le roi de Naples est son vassal, d'autre part parce que la puissance aragonaise, ralliée au camp gibelin, devient une menace imminente en prenant pied en Italie. Qui plus est, Boniface VIII est un pape réputé pour ses conceptions théocratiques : il n'accepte pas que les différents royaumes parviennent à une paix sans l'accord officiel de la papauté.

#### Letraité d'Anagni
Lorsque Boniface VIII est élu au Saint-Siège, le roi d'Aragon vient de parvenir à un premier accord à La Junquera avec le roi de France en envisageant son mariage avec Blanche de France.
Aussi, Boniface VIII commença par écrire à Jacques II de ne prendre d'autre épouse que Blanche d'Anjou. Le mariage aragono-angevin est alors considéré comme la base nécessaire pour les autres accords conclus à Anagni. La paix conclue au mois de juin 1295, ne consiste pas vraiment en un seul traité de paix, mais plutôt en une conférence diplomatique à Anagni où chacun des dignitaires y prend des engagements.
Du côté aragonais la conférence d’Anagni est capitale puisque qu’elle acte la levée de la condamnation religieuse sur le royaume. Pour ce faire, Boniface VIII demande néanmoins à Jacques II la restitution de Majorque et l'évacuation de l'île de Sicile. Ce dernier reçoit  de fortes compensations : la Corse et la Sardaigne. Boniface VIII admet en outre que la restitution immédiate de l’île reste difficile et accepte donc qu'elle soit remise dans un premier temps entre les mains de l’Église et non directement au roi de Naples. En ce point, la paix d’Anagni reprend grandement les accords de La Junquera. Jacques II doit retirer tous ses officiers de l'île et ordonner à tous les Siciliens d'accepter la domination du Saint-Siège. Pour ne pas léser Frédéric, le frère puiné de Jacques II qui tient la Sicile en tant que lieutenant du roi, on lui promet à celui-ci de l’aider à conquérir Constantinople qu’il obtiendrait légitimement en épousant l’héritière des Courtenay.
La paix d'Anagni est également un moment fort pour la France qui se retire alors du conflit méditerranéen. Conjointement à Philippe le Bel, Charles de Valois renonce le 20 juin à la donation qui avait été faite par Martin IV, du royaume d'Aragon. L'une des conditions majeures posée par les Français est alors la restitution de Majorque.
Satisfait des accords de paix, Boniface VIII annonça solennellement la paix le 24 juin dans la cathédrale d'Anagni. De nombreux points restait cependant en suspens, laissés à la discrétion, et une question notamment n’était pas résolue, la restitution de Majorque.

#### L'expédition de Jacques II d'Aragon
De fait, Catherine de Courtenay refuse le mariage avec Frédéric d'Aragon. Celui-ci reste donc maître de l'île au détriment du roi de Naples et malgré les protestations de Boniface VIII, qui va même jusqu'à écrire à Constance, mère de Frédéric. Les Siciliens assemblées en Parlement à Catane choisissent alors Frédéric comme leur roi, il est couronné à Palerme le 25 mars 1296. Cet évènement marque l'échec de Boniface VIII, qui avait tenté de mettre l'île sous le contrôle de cardinaux.
Boniface VIII a néanmoins bien conscience du pouvoir de Jacques II sur son frère et lui demande d'intervenir en Italie pour expulser Frédéric. Le 20 janvier 1296, il le fait gonfalonier, amiral et capitaine général de l'Eglise par la bulle Redemptor mundi, et lui fait miroiter la Corse et la Sardaigne, qu'il lui inféode finalement le 4 avril 1297. L'expédition contre son frère Frédéric à ce prix est inévitable, il part donc rencontrer son frère, doit faire mine de préparer une action. En juillet 1298, Jacques II arrive à Rome. Jacques II dit à son frère de se mettre sur la défensive et commence l'offensive contre la Sicile en septembre 1298. La campagne échoue rapidement et ne donne aucun nouveau résultat.

##### L'expédition de Charles de Valois et le traité de Caltabellota
Boniface VIII fait alors appel au Charles comte de Valois, autrefois investi par la papauté du royaume d'Aragon, pour reconquérir la Sicile. Après un passage à Florence, celui-ci rejoint Naples en mai 1302. La situation angevine est alors difficile, Charles II d'Anjou ayant dû lever le siège de Messine. Le 9 mai, Charles de Valois est nommé par son le roi de Naples capitaine général en Sicile.
À la tête de 3 000 cavaliers et 20 000 hommes de pied, il s'embarque pour la Sicile et prend aussitôt Termini le 29 mai. Néanmoins très rapidement, au cœur de l'été la guerre s'enlise. Les Aragonais mènent une sorte de guérilla, se contentant de défendre les châteaux et d'attaquer les convois de ravitaillement angevins. Charles de Valois et Frédéric concluent finalement la paix à Caltabellotta le 31 août. À l'issue de ce traité, l'Aragonais garde la Sicile en viager, l'île devant revenir à sa mort à Charles II. Au retour, le comte de Valois repasse par Rome où Boniface VIII l'accueille plutôt chaleureusement, tout en refusant de ratifier la paix. Il croise dans la cité papale l'ambassade française envoyée par son frère et tente d'arrondir les angles avec le souverain pontife.

### Relations avec la France (Querelle Bonifacienne)

#### Premier conflit avec Philippe le Bel
Le premier conflit entre la France et le Saint-Siège intervient pendant la guerre qui oppose Philippe lV à son vassal le duc-roi de Guyenne Edouard Ier qui est aussi le roi d'Angleterre. Pour mener à souhait sa guerre, le roi de France demande un important effort fiscal à ses sujets, y compris le clergé. Le pape s'oppose à une telle ponction sur le temporel de l'Eglise sans son autorisation et fulmine alors la bulle Clericis laicos le 25 février 1296. Néanmoins pour faire pression sur le pape, Philippe le Bel décide d'interdire toute sortie d'or du territoire, au moment où un convoi aragonais doit passer par le royaume pour apporter une somme importante à Boniface VIII. Le conflit n'a pas persisté dans la durée, le roi ayant besoin de l'assentiment du pape pour prélever son impôt, le pape ayant besoin du roi pour percevoir son argent. Boniface VIII joue ainsi la réconciliation avec la bulle Ineffabilis amor le 20 septembre qui autorise les clercs à faire des dons au roi. Surtout, la bulle Etsi de Statu (31 juillet 1297) donne de nouveau la possibilité au roi d'imposer des bénéfices ecclésiastiques sans l'accord préalable du pontife : elle annule donc tous les effets de Clericis laicos.
Pour signifier l'apaisement, Boniface VIII canonise Louis IX, désormais appelé saint Louis de France, au mois d'août 1297 par la bulle Gloria, laus, et honor.

#### Second conflit (1301-1304)

##### De l'arrestation de Bernard Saisset àUnam Sanctam
La second phase du différend entre Philippe le Bel et le Siège s'ouvre en 1301. A cette date, le roi de France fait arrêter Bernard Saisset, évêque de Pamiers. Celui-ci possède de très bonnes relations avec la papauté, tandis qu'au contraire il multiplie les conflits avec la royauté : conflit sur la juridiction de l'abbaye de Saint-Antonin, contestation de l'ascendance du roi (qu'il qualifie d'ailleurs « roi de marbre » et le compare à une chouette) et mise en place d'une conjuration avec différents grands feudataires du Midi pour limiter l'influence dans la région. L'évêque est arrêté par les agents de Philippe le Bel le 12 juillet. Du fait de son statut de clerc, Bernard Saisset proteste contre son arrestation et la mise sous séquestre de ses terres, il fait directement appel à Boniface VIII. Mené à Senlis, l'évêque est accusé d'hérésie, lèse-majesté et trahison.
Voyant l'autorité de l'Eglise ainsi mise à mal, Boniface VIII se décide à intervenir à l'hiver 1301. En décembre 1301, il fulmine la bulle Ausculta fili qui rappelle la supériorité du spirituel sur le temporel. Il est ainsi rappelé au roi le respect des immunités ecclésiastiques et est enjoint de libérer Bernard Saisset. Philippe le Bel souhaitant ne pas trop faire grand cas de cette histoire, chasse l'évêque de son royaume. Saisset atteint Rome, il s'y fait oublier et y meurt en 1311. Le médiéviste Alessandro Barbero montre bien qu'à cette période du conflit, Boniface VIII croit encore en l'alliance franco-pontificale (le frère du roi combat alors au service du pape en Toscane) et pense encore possible le ralliement de Philippe le Bel à ses propositions.
Alors qu'au début de l'année 1302, Philippe le Bel réunit un concile du clergé de France à Notre-Dame de Paris « pour la réforme du royaume et de l’Église gallicane », Boniface VIII réplique en convoquant pour la Toussaint un concile du clergé de France à Rome pour discuter des abus du gouvernement de la France. Le roi tente d'en empêcher la tenue en interdisant aux prélats français de quitter le royaume mais face à l'insistance des clercs se voit contraint de limiter cette injonction aux clercs de son domaine.
À la suite de ce concile, Boniface VIIII fulmine le 19 novembre 1302 la bulle Unam Sanctam. Cette bulle est généralement considérée comme l'apogée des prétentions théocratiques de la papauté. Le pontife y affirme notamment que seule la papauté détient les glaives spirituel et temporel, le pouvoir des rois n'étant que concédé par l'Eglise. Alors que tout laïc peut être jugé par la justice ecclésiastique, le sommet de l'Eglise (à savoir le pape) ne peut quant à lui n'être jugé que par Dieu. Il en ressort donc la nécessaire soumission de tous les mortels au seul pape.

##### L'attentat d'Anagni

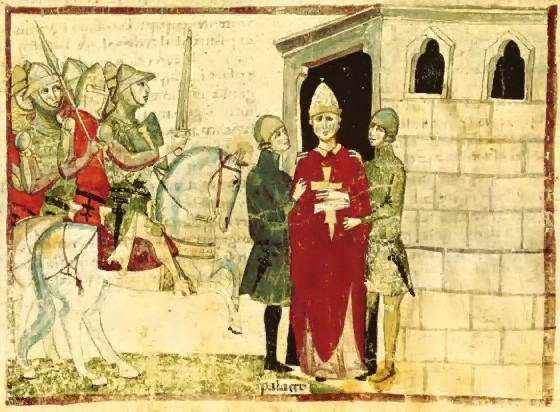
L'arrestation de Boniface.

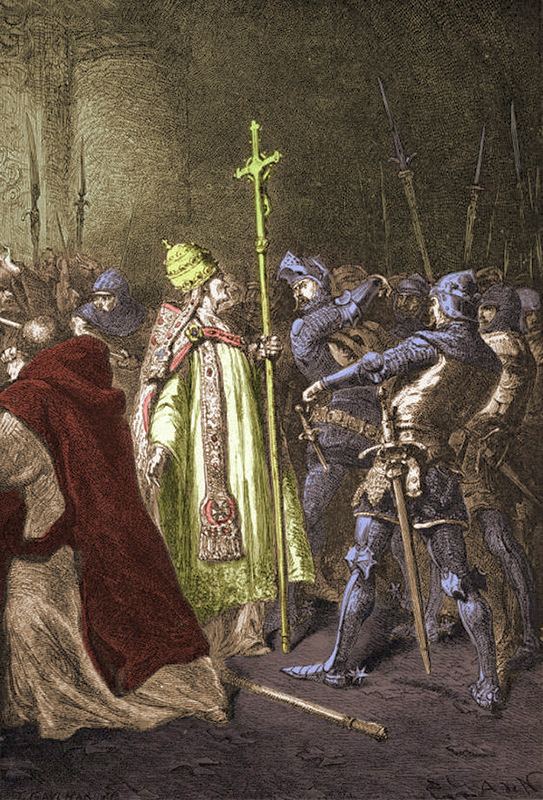
Colonna giflant Boniface, illustration d'Alphonse de Neuville pour L'Histoire de France : depuis les temps les plus reculés jusqu'en 1789, racontée à mes petits-enfants de François Guizot.

Au début de l'année 1303, Philippe le Bel est menacé d'excommunication. Conseillé par son nouveau chancelier, Guillaume de Nogaret, il réplique par la convocation d'un concile œcuménique à Lyon dont le but serait de juger le pape, que plusieurs qualifient d'« indigne », et de le déposer. Nogaret est chargé de se rendre en Italie afin de notifier les volontés du roi au pontife, Boniface VIII. Celui-ci, ayant appris les intentions de Philippe le Bel avant l'arrivée de Nogaret, prépare la bulle d'excommunication Super patri solio (Petri solio excelso).
L'apprenant, Nogaret décide d'organiser un coup de force contre le pape avant la fulmination et la mise en vigueur de la bulle, le 8 septembre. Il recrute une troupe de 600 cavaliers et de 1 500 fantassins menés par deux chefs de guerre, par surcroît ennemis du pape, Sciarra Colonna et Rinaldo de Supino.
Dans la nuit du 7 au 8 septembre 1303, ils investissent la petite ville d'Anagni dans le Latium, où réside le pape pendant l'été. Ils réussissent à s'emparer sans trop de mal du palais pontifical de la ville. Cependant, les buts de Nogaret et de Colonna divergent. Nogaret veut simplement lui notifier la citation à comparaître au concile ; Colonna veut s'emparer de la personne du pape et l'obliger à renoncer à sa charge. Nogaret parvient à calmer son complice et lit solennellement son acte d'accusation au pape. Celui-ci fait face avec dignité sans céder sur aucun point, déclarant : « Voici mon cou, voici ma tête. »
La polémique persiste toujours quant à la gifle elle-même : dans sa biographie de Philippe le Bel, Jean Favier affirme que ce n'est qu'au XIXe siècle que prit naissance le mythe affirmant que Sciarra Colonna aurait giflé le pape. En réalité, aucun témoin contemporain n'a parlé de cette « gifle », qui semble aujourd'hui plus une métaphore qu'un acte réel et historique.
Le lendemain, la population d'Anagni s'est ressaisie. Supérieure en nombre, elle réussit à chasser la troupe de Sciarra Colonna. Nogaret parvient à s'enfuir. Libéré, Boniface VIII repart pour Rome où il meurt un mois après, le 11 octobre. La légende affirme qu'il est mort de chagrin à la suite des humiliations subies.
Son successeur, Benoît XI, abroge la bulle Super Patri Solio. Cependant il écarte de l'amnistie les coupables directs de l'attentat d'Anagni, Sciarra Colonna et Nogaret, en fulminant en particulier contre eux et quelques autres complices la bulle d'excommunication Flagitiosum Scelus, du 7 juin 1304, les citant à comparaître devant son tribunal dans un délai d'un mois, à Pérouse, sous peine d'être condamnés par contumace. Nogaret ne se présentant pas pour sa part reste canoniquement sous le coup de la sentence d'excommunication.
Le nouveau pape décède à son tour le 7 juillet 1304. Le nouveau pape, Clément V, élu en 1305, est un Français. Il installe la papauté à Avignon en 1309 et lève en 1311 toutes les condamnations portées contre le roi et ses conseillers, déclarant que durant tout le conflit l'attitude de Philippe le Bel avait été « bonne et juste ».

## Bulles notables
- 25 février 1296 : Clericis Laicos, interdiction sous peine d'excommunication de lever un impôt sur le clergé.
- 31 juillet 1297 : Etsi de statu, annulation des effets de Clericis Laicos.
- août 1297 : Gloria, laus, et honor, canonisation de Louis IX.
- 10 mai 1297 : In excelso throno, déposition solennelle de Giacomo et Pietro Colonna de leur dignité cardinalice.
- 3 mars 1298 : Sanctæ Romanæ Ecclesiæ, promulgation du Sexte, un recueil de droit canonique[12].
- 5 décembre 1301 : Ausculta fili, affirmation de la supériorité du pouvoir spirituel sur le temporel.
- 18 novembre 1302 : Unam Sanctam proclamation de la suprématie de l'Église sur le pouvoir royal. Cette bulle, contestée par Philippe IV le Bel, fait naître le conflit entre le pape et le roi de France.

## Décrétales
- 1298 : constitution Periculoso, décrétant la claustration perpétuelle des religieuses.

## Culture populaire
Son personnage est joué par Jim Carter dans la série Knightfall, produite par la chaine américaine History.